# Living for Love
«Living for Love» es una canción EDM-house interpretada por la cantante estadounidense Madonna e incluida en su decimotercer álbum de estudio, Rebel Heart (2015). Fue compuesta por la intérprete, el disc jockey Diplo, MoZella, Toby Gad y Ariel Rechtshaid.

## Composición y desarrollo
«Living for Love» fue compuesta y producida por Madonna, Diplo y Ariel Rechtshaid, con ayuda adicional en la composición de MoZella y Toby Gad. La colaboración de estos dos primeros fue revelada en mayo de 2014 a través de la cuenta de Madonna en la aplicación Instagram donde se mostraba a esta trabajando en su portátil con Diplo. En una entrevista con el sitio web Idolator, Diplo explicó que Madonna le había pedido que la ayudara a hacer su «canción más loca» para el álbum. Juntos escribieron y grabaron siete canciones y agregó que: «esas pistas van a ser locas sonando. Realmente empujamos el sobre con algunas de las cosas que estábamos haciendo. Ella estaba dispuesta a todo. Me encanta cuando un artista da un productor la confianza que necesita para trabajar con ellos, y Madonna era muy abierta a mis ideas». De acuerdo con él, «Living for Love» tenía casi veinte versiones que van desde una balada de piano a una composición EDM. Rechtshaid y MNEK también se unieron para las sesiones de composición con ellos y la mejora de la estrofa de la canción. Aun así, Madonna negó dicha cantidad.
En octubre de ese año, Alicia Keys confirmó que estaba trabajando con Madonna en su próximo álbum en cuanto al piano. Annie de London Community Gospel Choir participó en los coros femeninos en toda la canción. Describiendo a la canción como «una de las producciones más suaves de Diplo», Madonna escribió «Living for Love» como una canción de ruptura comentando: «mucha gente escribe sobre estar enamorado y ser feliz o acerca de tener un corazón roto y ser inconsolable. Pero nadie escribe acerca de tener un corazón quebrantado y tener esperanza [sentirse] triunfante después. Así que pensé, ¿cómo puedo hacer esto? Yo no quería compartir el sentimiento de ser una víctima. Este escenario me devastó, pero simplemente me hizo más fuerte». Ella complementó diciendo que fue «algo así como la vieja y la nuevo yo, [donde] mezclé todo en conjunto».

## Música y letra

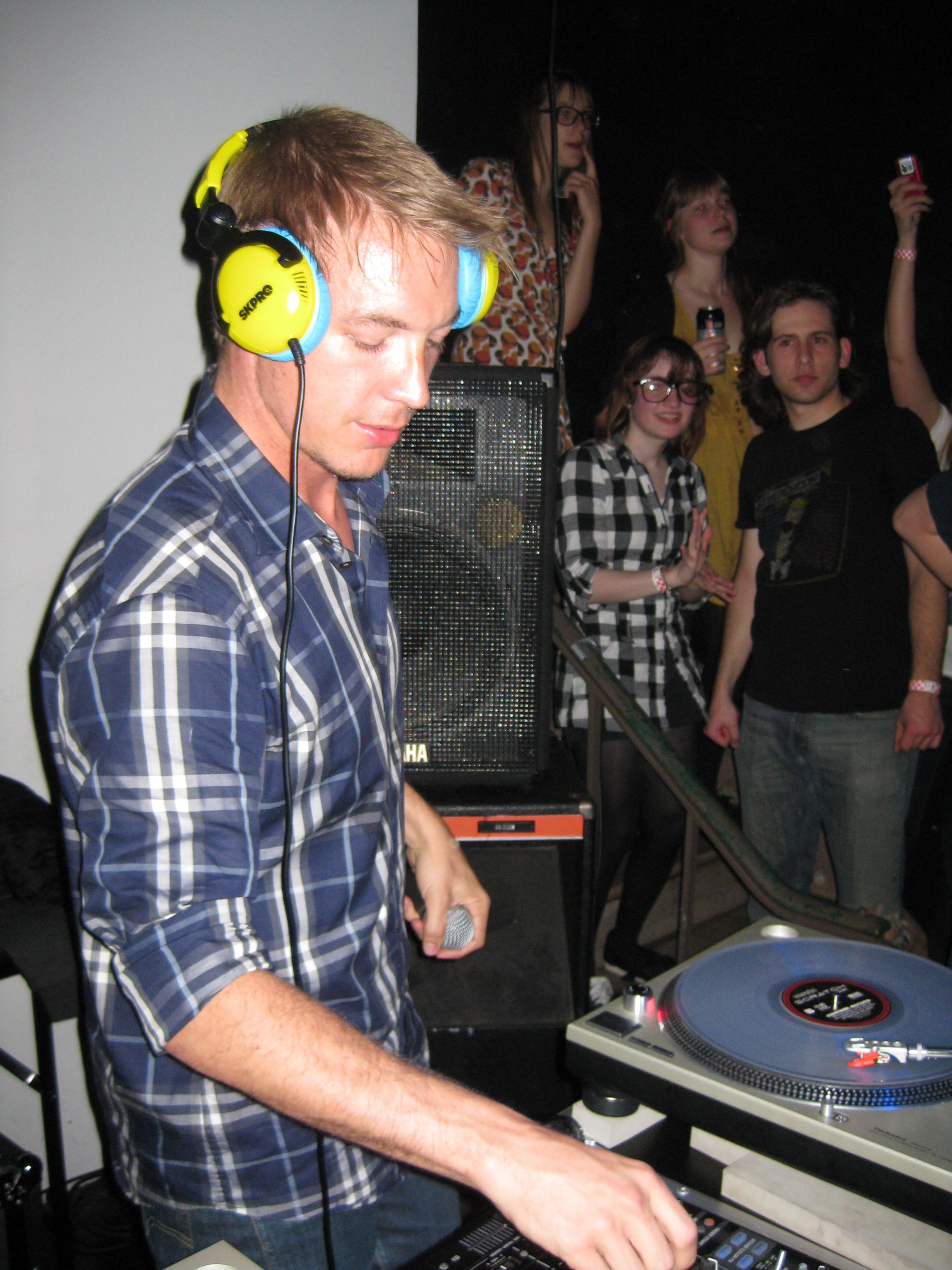
El disc jockey estadounidense Diplo coescribió y coprodujo la canción.

«Living for Love» es una canción EDM-house que comienza con Madonna cantando sobre una línea de piano regal, a la cual finalmente se le une un instrumento de percusión. La canción se establece en el compás de 4/4, con un tempo rápido de 123 pulsaciones por minuto. Está compuesta en la tonalidad de fa menor y el registro agudo de la intérprete se extiende desde la nota E♭3 a C5; sigue una progresión armónica I–IV–V–I de Fm–Cm–D♭–A♭–E♭/A♭. Dean Piper de The Daily Telegraph explicó que la canción tiene «algunos rasgos clásicos de Madonna: referencias religiosas, un coro de góspel, latidos de piano de 1990 y un contrabajo dando vueltas»; también Jason Lipshutz de Billboard, lo comparó con sus sencillos «Like a Prayer» y «Express Yourself» (1989). La parte de piano de Alicia Keys se añaden junto a la música electrónica, hasta el coro góspel, y Madonna «contrarresta los pensamientos negativos con letras positivas».
A diferencia de «4 Minutes» (2008) y «Give Me All Your Luvin'» (2012), sencillos líderes de sus dos anteriores álbumes; «Living for Love» pone énfasis en las letras y las voces, con líneas en el puente como «Took me to heaven, and let me fall down/Now that it's over, I'm gonna carry on» («Me llevaste al cielo, y me dejaste caer/Ahora que todo ha terminado, voy a seguir adelante»). Sal Cinquemani de Slant Magazine señaló que hubo muchos cambios desde la versión del demo filtrado: la música house-retroceso siendo sustituido por un Roland TR-808, el sonido del pulso y el piano de Keys, así como palmas y riff góspel, siendo retirado hacia el final de la canción. Para Jon Lisi de PopMatters, «Living for Love» está equipado con los lanzamientos de la música pop contemporánea y la ética DIY que muestra, a partir de «Shake It Off» de Taylor Swift, a «Break Free» de Ariana Grande y «Roar» de Katy Perry: el himno de naturaleza como sobreviviente de la pista, es evocadora de la supervivencia de Madonna en su carrera musical. Para la estación de radio francesa NRJ, Madonna explicó el significado de la letra: «es una canción sobre haber roto tu corazón, pero se trata de decir que sabes lo que quieres, voy a seguir, mi vida sigue, voy a continuar, no voy a dejar de creer en el amor, voy a recoger mi corona, la pondré de nuevo en mi cabeza y voy a caminar por la vida creyendo con orgullo en el amor, el verdadero amor sí existe».

## Filtración y lanzamiento

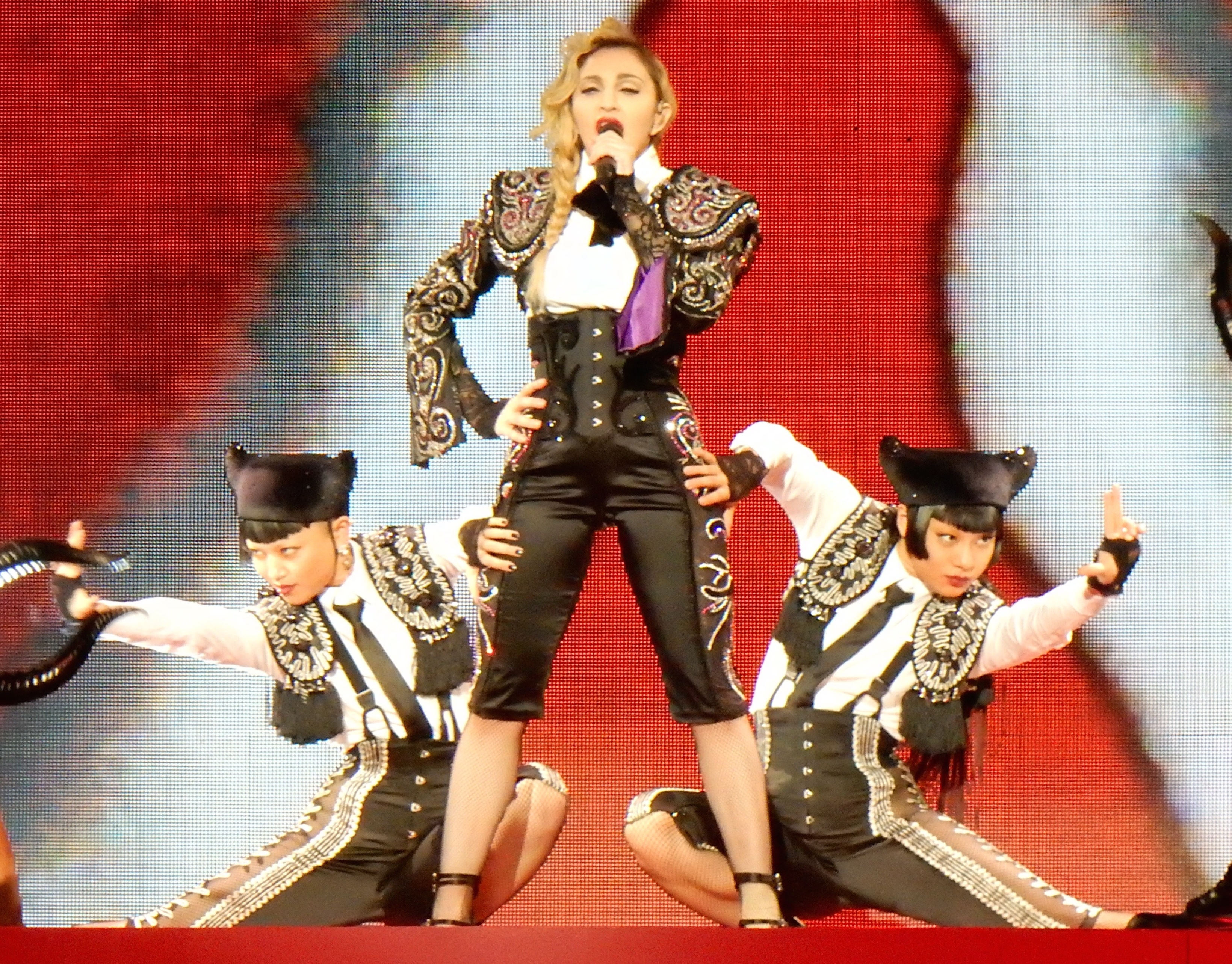
Madonna interpretando la canción durante la gira mundial Rebel Heart Tour (2015-2016)

En diciembre de 2014, un demo de la canción navegó en Internet junto a otros doce de su entonces sin título, decimotercer álbum de estudio. El 20 de ese mes, Rebel Heart fue confirmado como el título del álbum, y se habilitó para pre-ordenar en iTunes, junto a seis canciones, incluyendo a «Living for Love» como el primer sencillo.

## Interpretaciones en directo
Madonna interpretó la canción en los 57.ª Premios Grammy entregados el 8 de febrero en el Staples Center de Los Ángeles, California. También la interpretó en la entrega de los Premios Brit, el 25 de febrero. Sin embargo, en las primeras fases de la ejecución, una falla de vestuario hizo que ella sufriera un accidente por un tramo de escaleras que formaban parte del escenario. Más tarde, la cantante utilizó a Instagram para confirmar que se encontraba bien, publicando: "¡Gracias por los buenos deseos! Estoy bien".

## Lista de canciones
| - Descarga Digital 1. «Living for Love» – 3:38 - Sencillo en CD (Alemania) 1. «Living for Love» — 3:38 2. «Living for Love» (Offer Nissim Living for Drama Mix) — 6:33 - Descarga Digital — Remixes 1. «Living for Love» (Djemba Djemba Club Mix) — 5:47 2. «Living for Love» (Erick Morillo Club Mix) — 6:12 3. «Living for Love» (Thrill Remix) — 5:11 4. «Living for Love» (Offer Nissim Living For Drama Mix) — 6:33 5. «Living for Love» (Offer Nissim Dub) — 7:15 6. «Living for Love» (DJ Paulo Club Mix) — 8:14 7. «Living for Love» (Mike Rizzo's Funk Generation Club) — 7:02 8. «Living for Love» (Dirty Pop Remix) — 4:58 | - Descarga Digital — (The Remixes 1) 1. «Living for Love» (Mike Rizzo's Funk Generation Club) — 7:03 2. «Living for Love» (Djemba Djemba Club Mix) — 5:47 3. «Living for Love» (Erick Morillo Club Mix) — 6:12 4. «Living for Love» (DJ Paulo Club Mix) — 8:15 - Descarga Digital — (The Remixes 2) 1. «Living for Love» (Thrill Remix) — 5:10 2. «Living for Love» (Dirty Pop Remix) — 4:59 3. «Living for Love» (Offer Nissim Living for Drama Mix) — 6:30 4. «Living for Love» (Offer Nissim Dub) — 7:12 |

## Créditos
- Madonna: voz, composición y producción.
- Diplo: composición y producción.
- Alicia Keys: piano.
- Nick Rowe: compositor.
- MoZella: compositor.
- Toby Gad: compositor.
- Ariel Rechtshaid: compositor.
- Annette Bowen: coros.

## Posiciones en listas

### Semanales
| Lista (2014–15)                                   | - Mejor - posición |
| ------------------------------------------------- | ------------------ |
| Alemania (Media Control AG)                       | 81                 |
| Bélgica (Ultratip flamenca)                       | 4                  |
| Bélgica (Ultratop 50 valona)                      | 43                 |
| Canadá (Canadian Hot 100)                         | 92                 |
| Croacia (Croatian Airplay Radio Chart)            | 2                  |
| Escocia (Scottish Singles Top 40)                 | 15                 |
| España (Top 100 Canciones)                        | 21                 |
| Estados Unidos (Billboard Bubbling Under Hot 100) | 8                  |
| Estados Unidos (Hot Dance Club Songs)             | 1                  |
| Estados Unidos (Mainstream Top 40)                | 36                 |
| Finlandia (OFC)                                   | 7                  |
| Francia (SNEP)                                    | 50                 |
| Hungría (Single Top 40)                           | 12                 |
| Irlanda (Irish Singles Chart)                     | 80                 |
| Israel (Media Forest)                             | 4                  |
| Japón (Japan Hot 100)                             | 26                 |
| Líbano (The Official Lebanese Top 20)             | 20                 |
| Reino Unido (UK Singles Chart)                    | 26                 |
| República Checa (Radio Top 100 Chart)             | 46                 |
| Suecia (DigiListan)                               | 8                  |
| Suiza (Schweizer Hitparade)                       | 49                 |

## Historial de lanzamiento
| País           | Fecha                   | Formato                    | Discográfica                   |
| -------------- | ----------------------- | -------------------------- | ------------------------------ |
| Mundo          | 20 de diciembre de 2014 | Descarga digital           | Boy Toy Live Nation Interscope |
| Italia         | 22 de diciembre de 2014 | Contemporary hit radio     | Boy Toy Live Nation Interscope |
| Estados Unidos | 9 de febrero de 2015    | Descarga digital – remixes | Boy Toy Live Nation Interscope |
| Estados Unidos | 10 de febrero de 2015   | Contemporary hit radio     | Boy Toy Live Nation Interscope |
| Reino Unido    | 25 de febrero de 2015   | Descarga digital           | Boy Toy Live Nation Interscope |
| Alemania       | 27 de febrero de 2015   | CD single                  | Boy Toy Live Nation Interscope |